# Marshall Field's
Marshall Field's (oficialmente Marshall Field & Company) era un gran almacén de Chicago, Illinois, que creció hasta convertirse en una cadena de establecimientos antes de ser adquirida por Macy's, Inc. en 2005. 
Su antigua sede, en el Edificio Marshall Field and Company, se ubica en un lugar emblemático de State Street en el Loop del centro de Chicago. Pasó a llamarse oficialmente Macy's de State Street en 2006, y ahora es una de las cuatro tiendas insignia de Macy's. 

## Historia

### Primeros años

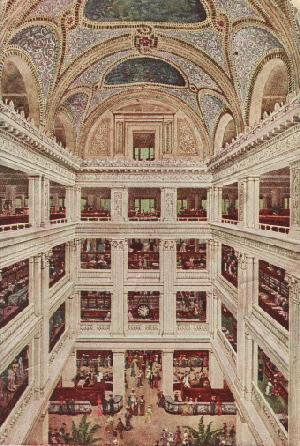
"Gran Salón" interior de la tienda de Marshall Field's en State Street, alrededor de 1910

Los antecedentes de Marshall Field & Company se remontan a un comercio abierto en 1852 en el 137 de Lake Street en Chicago, Illinois por Potter Palmer (1826-1902), que dio nombre a la P. Palmer & Company. En 1856, Marshall Field (1834-1906), de 21 años, se mudó a la floreciente ciudad de Chicago desde Pittsfield, Massachusetts, y encontró trabajo en el almacén más grande de la ciudad: Cooley, Wadsworth & Company. Justo antes de la Guerra de Secesión, en 1860, Field y el contable Levi Z. Leiter (1834-1904) se convirtieron en socios menores de la firma, entonces conocida como Cooley, Farwell & Company. En 1864, la firma, luego dirigida por el socio principal John V. Farwell, Sr., (1825-1908), pasó a llamarse Farwell, Field & Company, aunque Field y Leiter se retiren pronto de la asociación con Farwell, cuando se les presentó la oportunidad de sus vidas.
Potter Palmer, lastrado por sus problemas de salud, buscaba deshacerse de su próspero negocio, por lo que el 4 de enero de 1865, Field y Leiter se asociaron con Palmer y con su hermano Milton Palmer. Entonces, la firma de P. Palmer & Company se convirtió en Field, Palmer, Leiter & Company, con Palmer financiando gran parte de su capital inicial, así como su propia contribución. Después de que el éxito inmediato de Field y Leiter les permitiera devolverle el dinero, Palmer se retiró dos años después de la sociedad en 1867 para concentrarse en sus propios intereses inmobiliarios en una de las calles importantes de la ciudad, State Street. Su hermano, Milton Palmer, también salió entonces del negocio, que pasó a llamarse Field, Leiter & Company, a veces denominada "Field & Leiter". 
La compra, sin embargo, no puso fin a la asociación de Potter Palmer con la empresa. En 1868, Palmer convenció a Field y a Leiter para que le arrendaran un nuevo edificio de seis pisos que acababa de construir en la esquina noreste de las calles State y Washington. Pronto se hizo referencia a la tienda como el "Palacio de mármol" debido a su lujoso revestimiento. 

### El gran incendio de Chicago
Cuando se desató el Gran Incendio de Chicago el 8 de octubre de 1871, uno de los peores desastres que jamás haya afectado a una ciudad estadounidense, la noticia llegó a dos encargados de la compañía, Henry Willing y Levi Leiter, que decidieron cargar la mayor cantidad posible de las mercancías más costosas en carros y llevarlas a la casa de Leiter, que quedaba fuera del camino del fuego. Los conductores y los equipos de la compañía recibieron órdenes para que salieran de los almacenes. Sin embargo, Horace B. Parker, un joven vendedor, bajó rápidamente al sótano de la tienda, y con cajas de madera encendió la caldera para poder operar los ascensores a vapor, y los empleados trabajaron febrilmente durante toda la noche para poner a salvo los registros vitales y los bienes más valiosos de la empresa. 

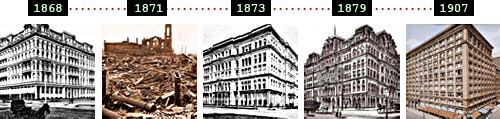
La sede de Field's en Chicago hasta 1907

En un momento, explotó un depósito de gasolina, lo que apagó las luces de gas de la tienda. Los hombres trabajaron a la luz de las velas y al resplandor de las llamas del incendio que se acercaba. Los empleados todavía disponían de suficiente vapor para operar las potentes bombas de la tienda situadas en el sótano, y los voluntarios fueron al tejado y usaron las mangueras contra incendios de la tienda para humedecer el techo y la pared del lado por el que el fuego se aproximaba. Sin embargo, a primera hora de la mañana siguiente, el fuego interrumpió el suministro de agua e hizo inútil cualquier intento de salvar el almacén. Apenas había salido el último empleado, cuando el edificio estalló en llamas, con el fuego saliendo por las ventanas.
La tienda se quemó hasta los cimientos. Sin embargo, como resultado de los esfuerzos hercúleos de los empleados, se guardó tanta mercancía que se pudo volver a abrir en solo unas pocas semanas (el Departamento de Venta al por mayor, el 28 de octubre, y el Departamento de venta al por menor, el 6 de noviembre) en forma temporal (ubicado en una nave del tranvía Chicago City Railway Co. en las calles State y 20th). Seis meses después, en abril de 1872, Field & Leiter reabrió sus puertas en un edificio que había quedado sin quemar en las calles Madison y Market (hoy West Wacker Drive). El vendedor Parker permaneció en la compañía durante 45 años más, llegando al nivel de gerente general de ventas.

### Después del gran incendio
Dos años más tarde, en octubre de 1873, Field y Leiter regresaron a State Street en Washington, abriendo en una nueva tienda de cinco pisos en su antigua ubicación que ahora alquilaron a la Singer Sewing Machine Company, dado que Palmer había vendido el terreno para financiar sus propias actividades de reconstrucción. Esta tienda se amplió en 1876, solo para ser destruida por el fuego nuevamente en noviembre de 1877. Siempre tenaces, Field y Leiter tenían una nueva tienda temporal abierta a finales de mes en una sala de exposiciones frente al lago que alquilaron temporalmente al concejo de la ciudad, ubicada en lo que ahora es el emplazamiento del actual Instituto de Arte de Chicago. Mientras tanto, la compañía Singer había construido especulativamente un nuevo edificio de seis pisos, aún más grande, en las ruinas de su antigua tienda de 1873, que, después de cierta discusión, fue comprado personalmente por Field y Leiter. Field, Leiter & Company recuperó definitivamente su ubicación tradicional en la esquina noreste de State con Washington en abril de 1879. 

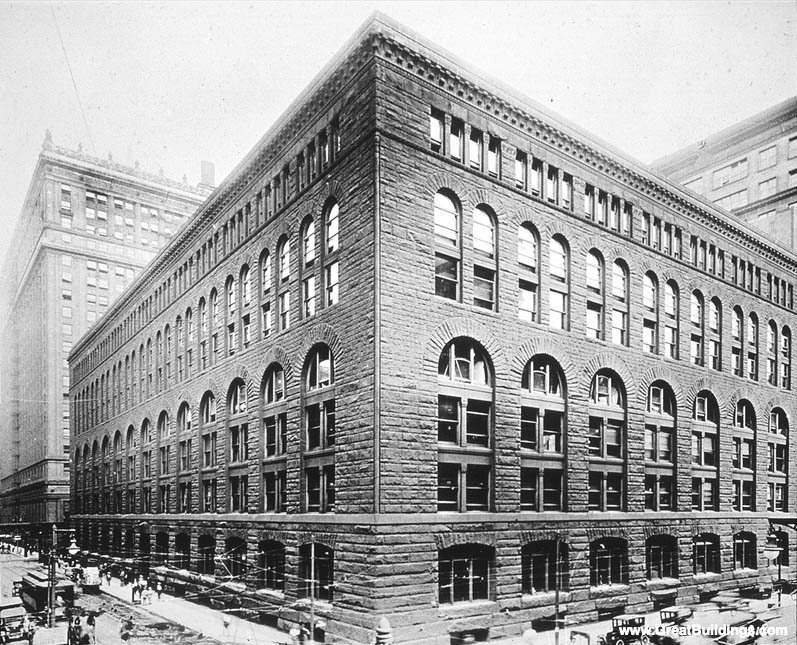
Tienda al por mayor de Marshall Field en Franklin Street, entre las calles Quincy y Adams, diseñada por Henry Hobson Richardson, construida en 1887 y demolida en 1930, vista tomada alrededor de 1890

En enero de 1881, Field, con el apoyo de sus socios minoritarios, compró Levi Z. Leiter, renombrando el negocio como "Marshall Field & Company". Como Palmer había hecho antes, Leiter se retiró para atender sus importantes inversiones inmobiliarias, que incluyeron la puesta en marcha de una tienda por departamentos, el Segundo Edificio Leiter en 1891 en State Street con Van Buren para albergar a Siegel, Cooper & Company. En 1932, este edificio (conocido como uno de los primeros edificios comerciales con estructura de acero construidos y aún en pie en los EE. UU. junto con el Edificio Equitable de Baltimore) fue arrendado a la famosa firma nacional de venta por correo Sears, Roebuck & Company. 
En 1887, la histórica tienda de siete pisos diseñada porHenry Hobson Richardson (1838-1886), de estilo neorománico, la tienda al por mayor de Marshall Field, abrió en Franklin Street entre Quincy y Adams (demolida alrededor de 1930). Aunque hoy poco se recuerda, la división mayorista vendía mercancías a granel a comerciantes más pequeños en todo el centro y oeste de los Estados Unidos y en ese momento ingresaba seis veces el volumen de ventas de la tienda minorista local. La ubicación de Chicago en el nexo de los ferrocarriles del país y las líneas de barcos de vapor de los Grandes Lagos, convirtieron a la ciudad en el centro del negocio de venta al por mayor de en la década de 1870, con el exsocio de Field de antes de la guerra, John V. Farwell, Sr., (1825-1908), siendo su mayor rival. Fue el gran volumen de las ganancias generadas por la división mayorista dirigida por  John G. Shedd durante este tiempo lo que convirtió a Marshall Field en el hombre más rico de Chicago y uno de los más ricos del país.

### Tienda de State Street
Tras la partida de Leiter, la tienda minorista creció en importancia. Aunque seguía siendo una fracción del tamaño de la división mayorista, su opulento edificio y su lujosa mercancía diferenciaban a Marshall Field de los otros comerciantes mayoristas en la ciudad. En 1887, Harry Gordon Selfridge (1858-1947), fue designado para dirigir la tienda minorista, a medida que evolucionaba hacia una moderna tienda por departamentos. Ese mismo año, Field obtuvo personalmente los derechos restante de Leiter en el edificio Singer de 1879, y en 1888 comenzó a comprar los edificios contiguos para obtener espacio adicional. Marshall Field también tuvo un hijo en este momento. 

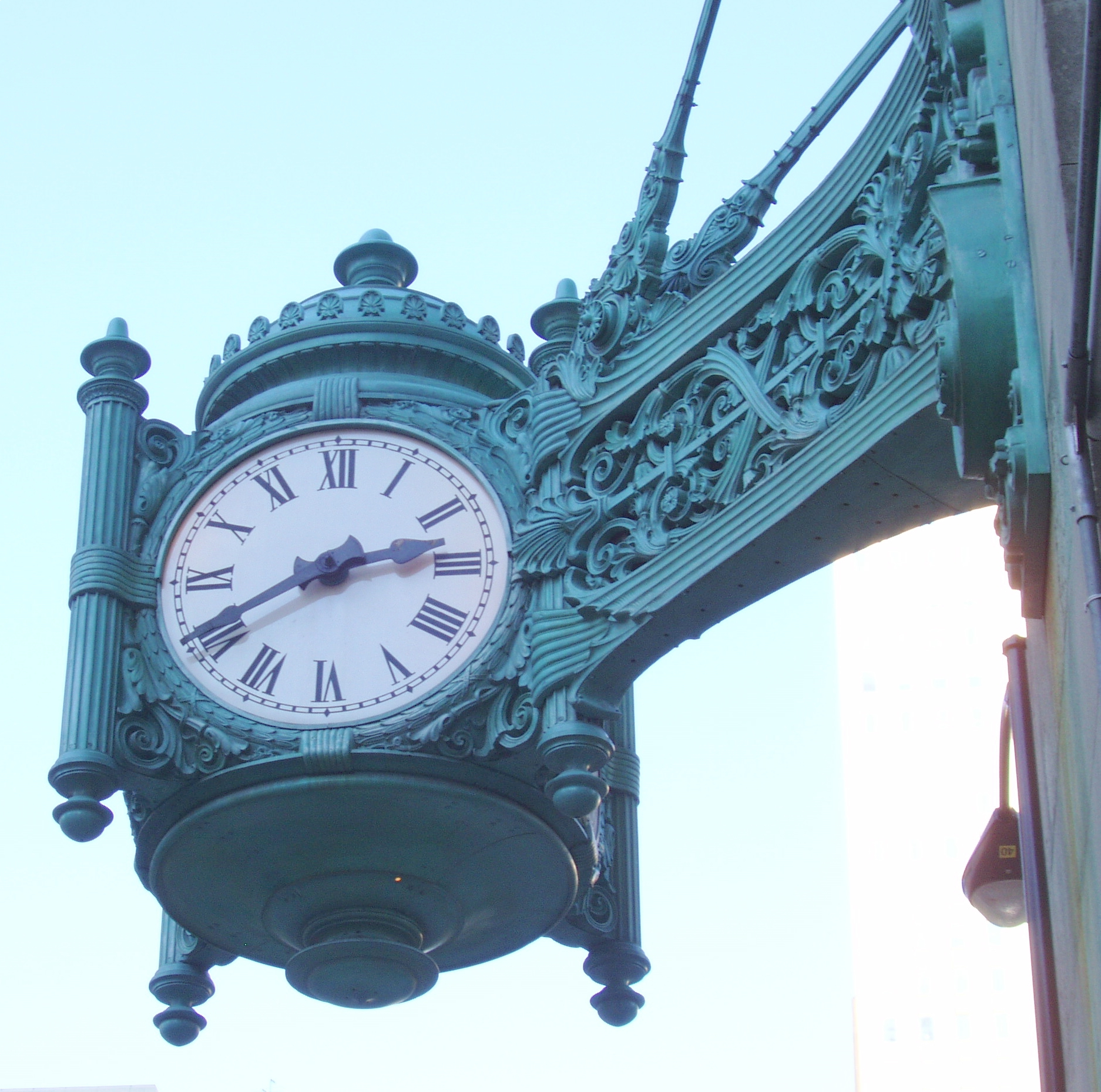
El reloj icónico de la tienda de Marshall Field en State Street con Washington Street

En 1892, las construcciones situadas entre el edificio de 1879 en State Street y Wabash Avenue hacia el este fueron demolidas, y el famoso e influyente arquitecto Daniel H. Burnham, (1846-1912), y su firma DH Burnham & Company recibió el encargo de erigir un nuevo edificio en anticipación de la afluencia de visitantes a la Exposición Mundial Colombina programada para 1893. El "Anexo" de nueve pisos en la esquina noroeste de las calles Wabash y Washington se abrió bajo la dirección del asociado de Burnham, Charles B. Atwood (1849-1895), en agosto de 1893, hacia el final de la Exposición. En 1897, la antigua tienda de 1879 fue reconstruida y se le agregaron dos pisos adicionales, mientras que el 26 de noviembre se instaló el primero de los emblemáticos Grandes Relojes de Marshall Field en la esquina de las calles State y Washington.
En 1901, se fundó Marshall Field & Company, anteriormente una sociedad privada. Espoleado por Selfridge, Marshall Field arrasó en 1901 los tres edificios situados al norte, que habían estado ocupados desde 1888, incluido el Central Music Hall diseñado en 1879 por Dankmar Adler (1844-1900) y Louis Sullivan (1856-1924), en la esquina sureste de las calles State y Randolph. En su lugar, se levantó en 1902 un enorme edificio de doce pisos con fachada a State Street, que incluía una gran entrada nueva. En 1906, se abrió un tercer edificio nuevo en la avenida Wabash al norte de la estructura de 1893, que era la parte más antigua de la tienda. 
En medio de las obras, Selfridge renunció repentinamente a la compañía en 1904, comprando la tienda rival Schlesinger & Mayer, pero la vendió solo tres meses después. Schlesinger & Mayer había encargado en 1899 el edificio diseñado por el arquitecto Louis Sullivan, ahora conocido como Carson, Pirie, Scott and Company Building, que es la firma a la que Selfridge vendió el negocio. Después de una primera jubilación, pasó a establecer Selfridges en Londres.

### Época de Shedd
Marshall Field murió el 16 de enero de 1906 en la ciudad de Nueva York. El día de su funeral, todas las tiendas a lo largo de State Street, grandes y pequeñas, cerraron y la Junta de Comercio de Chicago suspendió el comercio de la tarde en su honor. La junta de Marshall Field and Company nombró a John G. Shedd (1850-1926), a quien Field había llamado una vez "el más grande comerciante de los Estados Unidos", para ser el nuevo presidente de la compañía. Shedd se convirtió en jefe de una compañía que empleaba a 12.000 personas en Chicago (dos tercios de ellas en el comercio minorista) y estaba haciendo alrededor de 25 millones de dólares en ventas minoristas anuales, además de casi 50 millones en ventas al por mayor.

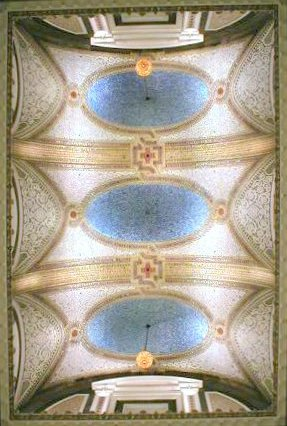
Techo de cristal Tiffany Favrile, State Street (edificio sur), 1907

Bajo el liderazgo de Shedd, durante los siguientes 16 años, Marshall Field & Co. continuó reconstruyendo su tienda, cumpliendo los planes aprobados por el propio Field para derribar la estructura de 1879 en 1906. En su lugar, se levantó un nuevo edificio en South State Street con una continuación de la fachada a la calle del edificio de 1902. Inaugurado en septiembre de 1907, incluía un techo decorado por Louis Comfort Tiffany, el primer y más grande jamás construido en vidrio favrile, que contiene más de 1,6 millones de piezas. Con la finalización del edificio en 1907, Marshall Field's poseía momentáneamente el título de "grandes almacenes más grandes del mundo", por delante de John Wanamaker & Co. en Filadelfia y de RH Macy & Co. en Nueva York. 
En 1912, el edificio Trude de 16 pisos, situado en la esquina suroeste de Wabash y Randolph, fue adquirido y demolido, un acto que fue considerado como uno de los primeros, si no el primero, de la demolición de un rascacielos de gran altura recientemente construido. En su lugar, se levantó el edificio de 1914 diseñado por el estudio de arquitectura Graham, Burnham & Company, completando la tienda actual que ahora abarca toda una manzana cuadrada, delimitada por las calles Washington, State, Wabash y Randolph. 
También en 1914, el estudio Graham, Burnham & Company supervisó la apertura de un nuevo Marshall Field Annex de veinte pisos al otro lado de la calle, en el 25 de East Washington, que albergaba "La Tienda para Caballeros" en sus primeros seis pisos. Estos edificios recuperaron su estatus como los grandes almacenes más grandes del mundo, y sus numerosos restaurantes y salones separados para hombres y mujeres se convirtieron en un importante destino social exclusivo en Chicago. 
Shedd continuó expandiendo el negocio mayorista de Field y amplió su negocio de fabricación, comprando fábricas textiles en el sur en 1911 (véase Cannon Mills Company) y supervisando la compra de los derechos del negocio por el Marshall Field Trust en 1917. La familia Field finalmente retuvo solo una participación del diez por ciento. El segundo presidente de la compañía, John G. Shedd se retiró a fines de 1922.

### Investigación del Senado del Estado de Illinois en 1913
En 1913, representantes de Carson Pirie Scott y de Marshall Field's fueron llamados a la capital del estado de Illinois, en Springfield, para una investigación del Senado del Estado de Illinois sobre los bajos salarios de las empleadas de los principales grandes almacenes. En Marshall Field's, las mujeres no solo eran mecanógrafas o desempeñaban otros tipos de trabajos de oficina, sino que también tenían un papel importante en el departamento de ventas. Las vendedoras estaban instruidas sobre cuestiones de etiqueta, y disponían de un conocimiento profundo sobre las mercancías. La presencia de vendedoras fue una parte crucial del éxito de Marshall Field's, ya que hicieron que las clientas se sintieran más cómodas y, por lo tanto, lograron que comprar en 'Marshall Field's fuera más agradable. 
Las oportunidades disponibles para las mujeres en Marshall Field's crearon una subcultura de mujeres trabajadoras. Durante las primeras y medias décadas del siglo XX, muchas mujeres emigraron para incorporarse a la fuerza laboral, a menudo a la deriva en una nueva ciudad con nuevas oportunidades. Muchas de estas mujeres vivían separadas de sus familiares y parientes, eran jóvenes y solteras y provenían de diversos orígenes y etnias. Esta subcultura de mujeres se vio muy condicionada por los salarios y las oportunidades que ofrecía Marshall Field's.
Sin embargo, los salarios de las empleadas no eran representativos de su papel en la empresa y, por lo tanto, se convirtieron en el tema de la Investigación del Senado de Illinois en 1913. A las mujeres se les pagaban salarios muy bajos, el promedio era de 5 a 8 dólares por semana. Según el "testimonio en una investigación del Senado de Illinois en 1913 por parte de portavoces de la Asociación de Fabricantes de Illinois; bancos; Sears; Roebuck; y Marshall Field's reveló que la mayoría de los principales empleadores pagaban a las trabajadoras salarios tan bajos como 2,75 dólares semanales". Incluso en 1913, ese no era un salario digno. Durante la audiencia, Marshall Field reveló que podría duplicar los salarios de las mujeres, pero se negó a hacerlo. Además, las mujeres estaban sometidas a un peor trato dentro de la empresa en forma de segregación sexual, lo que limitaba su movilidad dentro de la compañía.

### Primeras sucursales y la marca Frango
James Simpson fue nombrado presidente tras la jubilación de Shedd. Aunque se consideró que favorecería a la división mayorista en declive, en realidad potenció la expansión de sus operaciones minoristas. Primero compró AM Rothschild & Co. en State Street y Jackson Boulevard en diciembre de 1923, que Field's operaba como una tienda de descuento llamada "The Davis Store". En 1924, los edificios de 1893-1914 que ocupaba la tienda fueron adquiridos por el Marshall Field Trust. 
La primera sucursal de Marshall Field's se abrió en Market Square en Lake Forest, Illinois, en mayo de 1928. En septiembre de 1928, siguió su primera sucursal en Evanston, Illinois, y luego se mudó a un edificio de estilo renacentista francés en Sherman Avenue y Church Street en noviembre de 1929. La tienda de Oak Park, Illinois, abrió en septiembre de 1929 en un edificio similar a la tienda de Evanston. Frederick & Nelson, una tienda por departamentos con sede en Seattle, Washington, fundada en 1890, también fue adquirida en 1929, con su propio edificio del centro de Seattle construido en 1914 en Pine Street con la Fifth Avenue. Frederick & Nelson retuvo su nombre, aunque su logotipo pronto se reescribió en el guion icónico de Field. Pero lo más importante para la historia de Field, Frederick & Nelson crearon Frango, una tradición de Seattle entonces y ahora, que luego se identificaría con Marshall Field y la ciudad de Chicago. La cocina de la tienda insignia de State Street pronto comenzó a producir sus dulces de menta. 
Marshall Field & Company se convirtió en una empresa cotizada en bolsa en 1930, al comienzo de la "Gran Depresión". El minorista necesitaba capital debido al gasto de abrir el nuevo Merchandise Mart para albergar su división mayorista. El sector se había disparado durante los años de auge de los "locos años 20". Cuando se abrió en 1930, el Mart era el edificio más grande del mundo. La tienda mayorista de 1887 diseñada por Richardson en Franklin, entre las calles Quincy y Adams, se cerró y demolió en este momento. Pero el nuevo edificio, ante un cambio en la distribución minorista y los patrones mayoristas, con el lastre añadido de la profundización de la "Gran Depresión", no pudo salvar la división mayorista de Field. Simpson dejó la Compañía, y James O. McKinsey, profesor de la Universidad de Chicago y fundador de la firma consultora McKinsey & Company, fue contratado para reformar la Compañía. La división mayorista, que una vez fue el núcleo del negocio, fue liquidada en 1936. La tienda de Davis también se cerró en 1936, y su edificio se vendió a Goldblatts. En 1939, el terreno subyacente a la tienda principal de State Street fue adquirido por el Marshall Field Trust. Mientras tanto, McKinsey también reorganizó las operaciones integradas verticalmente de la Compañía, en particular fusionando las variadas operaciones textiles de la Compañía bajo el nombre de Fieldcrest.

### Expansión periurbana
Después de la Segunda Guerra Mundial, el edificio del Merchandise Mart se vendió en 1945 a Joseph P. Kennedy, Sr. (1888–1969), lo que mejoró significativamente las finanzas de la Field Company y permitió a la tienda hacer frente al boom residencial y comercial suburbano de la posguerra. Marshall Field siguió con acierto a sus clientes a sus nuevos hogares en zonas suburbanas, incluida la apertura de una tienda en 1950 en asociación con el pionero del desarrollo de zonas residenciales Philip M. Klutznick (un famoso líder judío y más tarde Secretario de Comercio de los Estados Unidos) en su nuevo Park Forest Plaza, que utilizó nuevos conceptos revolucionarios en el uso del suelo y la arquitectura. 
En 1956, Klutznick y Field abrieron conjuntamente el Centro Comercial Old Orchard en Skokie, Illinois, un centro que Klutznick desarrolló en un terreno que Field ya poseía. El desarrollo incluyó una nueva tienda Field. Esto fue seguido por la apertura en 1959 de una tienda Field en el Mayfair Mall en los suburbios de Milwaukee, Wisconsin, al noroeste, y las tiendas en centros comerciales dirigidos por Klutznick, abriendo más adelante en el Oakbrook Center en Oak Brook, Illinois en 1962 y en el River Oaks Center en Calumet City, Illinois en 1966. 
Marshall Field incluso se expandió aún más en el noroeste del Pacífico, adquiriendo los grandes almacenes The Crescent en Spokane, Washington, en 1962, y en 1970 se mudó al este con la compra de Halle Brothers Co., uno de los principales grandes almacenes de Cleveland, Ohio. Field también continuó expandiendo su base de operaciones en Illinois, abriendo una tienda en el Woodfield Center de Schaumburg en 1971. 
CherryVale Mall en Rockford y Hawthorn Center en Vernon Hills siguieron en 1973, y las tiendas en Water Tower Place en Chicago y Fox Valley Center en Aurora abrieron en 1975. La expansión suburbana continuó en 1976 con una ubicación en Orland Square en Orland Park, seguida de la tienda del Louis Joliet Mall en Joliet en 1978. En 1979, Marshall Field's se expandió al sur de Texas con una tienda en The Galleria en Houston. 
El año 1980 vio la rápida adquisición de JB Ivey Co., una cadena de tiendas por departamentos con raíces en Charlotte, Carolina del Norte y Jacksonville, Florida; The Union Co. en Columbus, Ohio; las tiendas de Lipman en Portland, Oregón; y varias tiendas Liberty House en el estado de Washington. La unidad de Frederick & Nelson perteneciente a Field existente en Seattle absorbió las tiendas Lipman's y Liberty House bajo su nombre, pero después de fusionar inicialmente The Union of Columbus, Ohio con sus tiendas Halle's anteriores de Cleveland, Field's decidió vender la cadena combinada en noviembre de 1981. Los nuevos propietarios la liquidaron rápidamente. 
A principios de la década de 1980 hubo una expansión más lenta, con solo dos ubicaciones de tiendas en Illinois, una en octubre de 1980 en Spring Hill Mall en West Dundee y otra en 1981 en Stratford Square Mall en Bloomingdale. Otra tienda de Texas abrió en la Dallas Galleria, en Dallas, Texas, en 1982.

### BATUS
En 1982, Marshall Field & Co. dejó de ser una empresa cotizada en bolsa, siendo adquirida en su totalidad por BAT (British-American Tobacco) como parte del BATUS Retail Group, el brazo minorista estadounidense de BAT, Field's y Frederick & Nelson, los grandes almacenes Ivey's y The Crescent y las tiendas de muebles para el hogar John Brueners se unieron a los minoristas Gimbels, Saks Fifth Avenue y Kohl's. Field continuó expandiéndose bajo BATUS, agregando tiendas en el Town & Country Mall de Houston en 1983 y en el North Star Mall en San Antonio en 1986. 
Sin embargo, solo cuatro años después de comprar Marshall Field's, BATUS redujo sus operaciones minoristas en 1986, vendiendo las antiguas filiales de Field Frederick & Nelson y The Crescent a un grupo de inversores locales. Frederick & Nelson se deterioraron rápidamente y desaparecieron en 1992. Su edificio de 1914, el adquirido por Field's en 1929, fue finalmente comprado por Nordstrom. Su estructura fue renovada y reabierta en 1998 como reemplazo de la tienda matriz en Seattle de Nordstrom. 
BATUS cerró su división de Gimbels en 1986 y transfirió cinco antiguas ubicaciones de Gimbels en Wisconsin a la división de Marshall Field: el centro de Milwaukee, Northridge Mall y Southridge Mall en los suburbios de Milwaukee, Hilldale Shopping Center en Madison y el centro de Appleton. Las antiguas ubicaciones de Gimbels Northridge y Southridge fueron retenidas por Field's por solo tres años. Debido a su bajo rendimiento, se vendieron en 1989 a HC Prange Co. de Sheboygan. 
Las tiendas de Evanston y Oak Park fueron cerradas en 1986, sus edificios de 1929 se consideraron obsoletos y demasiado costosos para operar. En 1987 comenzó una importante restauración y renovación de la tienda insignia de State Street dirigida por el director de Construcción y Mantenimiento Bill Allen. 
BATUS inicialmente mantuvo Saks Fifth Avenue, Marshall Field's e Ivey's; sin embargo, vendió todos sus activos minoristas restantes en los Estados Unidos en 1990, con Saks yendo a Investcorp, con sede en Baréin, Ivey's vendido a Dillard's y Marshall Field's vendido a Dayton-Hudson Corporation (ahora Target Corporation). 

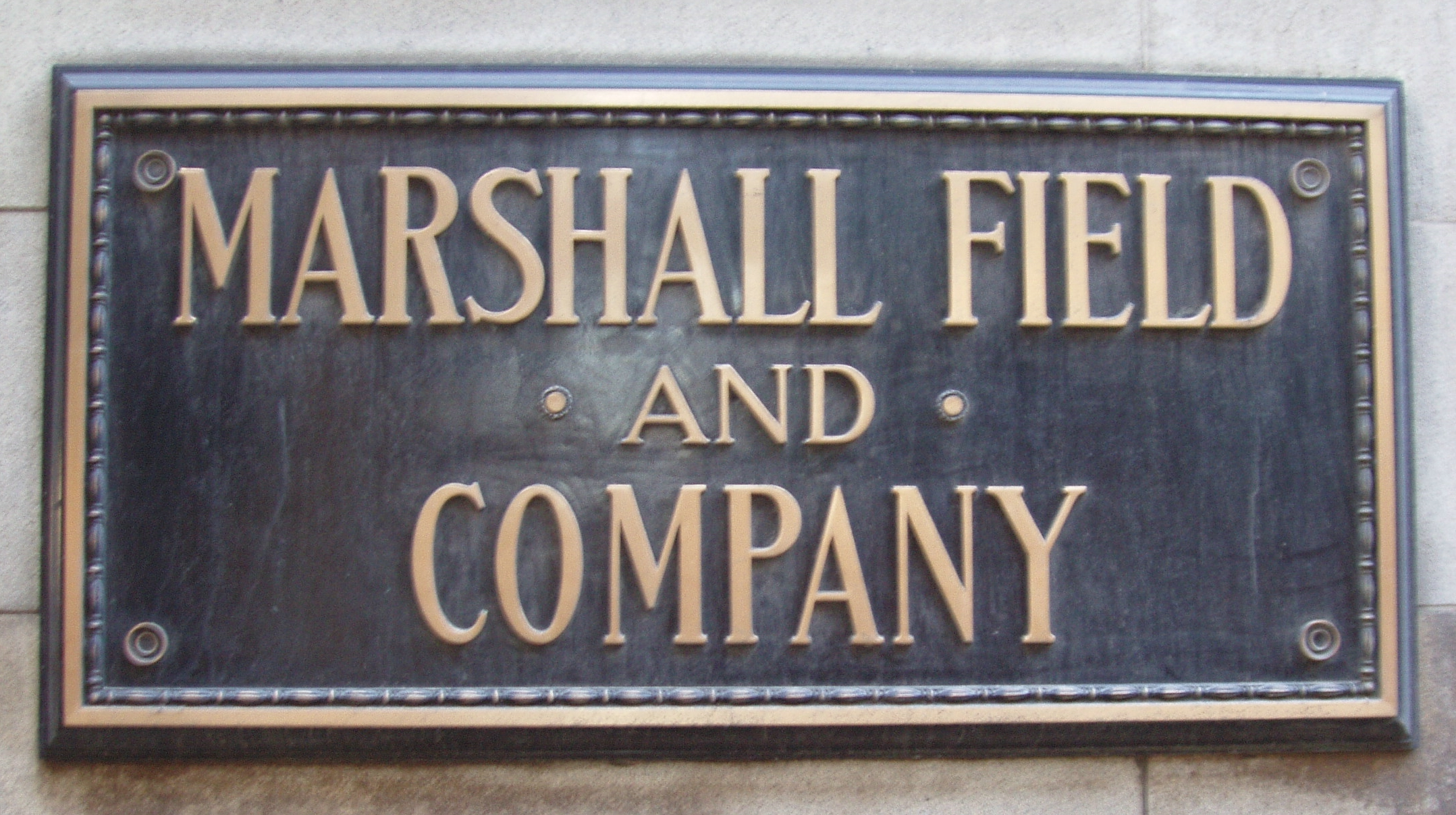
La placa con el nombre en la tienda de State Street en Chicago

### Dayton-Hudson, Target y May
Dayton-Hudson Corporation se renombró a sí misma Target Corporation en 2000 y cambió el nombre a sus tiendas por departamentos de Dayton y Hudson de Marshall Field's en 2001. Estas tiendas estaban fuera de los mercados existentes de Field. Target Corporation introdujo algunas de las marcas llevadas allí a las tiendas de Marshall Field, desplazando algunas de las mercancías más caras de Field. 
En 2004 Target Corporation vendió la cadena Marshall Field's a May Co., por lo que abandonó por completo el negocio de los grandes almacenes. Se esperaba que al alinearse con las tiendas Target de la Compañía May, de precios baratos, "se dejaría que Field's fuera Field's" y se le permitiera recuperar su antiguo caché y su base de clientes de clase alta. Sin embargo, Federated Department Stores, Inc. adquirió May Company en 2005.

### Adquisición por Federated, cambio de nombre y protestas

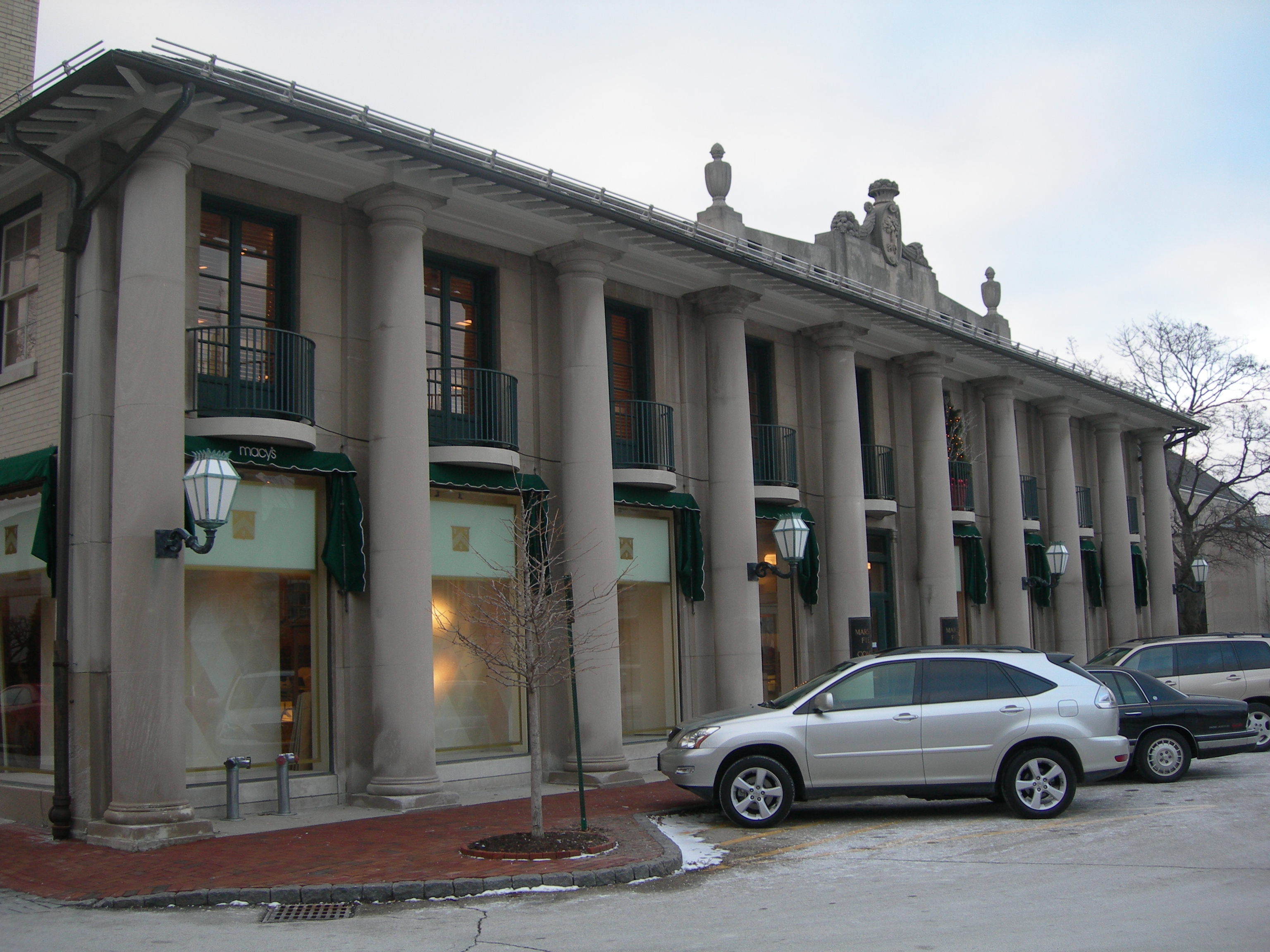
El antiguo edificio de Marshall Field's en Lake Forest, la última tienda suburbana "antigua" hasta que Macy's la cerró en 2008

Después de la compra por parte de Federated, las tiendas Marshall Field se unieron a LS Ayres y a las tiendas Macy's existentes, y se incorporaron a la nueva División Norte de Macy's. Durante 2006, todas las tiendas de Marshall Field's, la mayoría de Filene's y todas las tiendas de otras nueve cadenas propiedad de May pasaron a llamarse Macy's, la conversión se produjo oficialmente el 9 de septiembre de 2006. Muchos habitantes de Chicago no estaban a gusto con que una marca de la ciudad de Nueva York reemplazara a su marca local. Cientos de manifestantes se reunieron bajo el famoso reloj de Marshall Field ese día y regresaron en el primer aniversario, el 9 de septiembre de 2007. Docenas de personas asistieron a las manifestaciones de los "Fans de Fields" cada aniversario entre 2008 y 2012.
Muchos habitantes de Chicago se sintieron traicionados por la adquisición de Marshall Fields por parte de Macy's cuando la compañía comenzó a cambiar su estética, estándares de servicio al cliente y degradó muchas marcas con sede en Chicago. En diciembre de 2006, Macy's reportó ventas un 30% más bajas en las antiguas tiendas de Marshall Field, y en 2007, se puso el foco en recuperar la ubicación de State Street.

### Renovación
El edificio de Marshall Field and Company en las calles State y Washington de Chicago se incluyó en el Registro Nacional de Lugares Históricos en 1978 y forma parte del Distrito Histórico Nacional Loop Retail. El edificio fue designado Monumento de Chicago el 1 de noviembre de 2005. Con aproximadamente 185.000 metros cuadrados de espacio disponible, el edificio es la segunda tienda por departamentos más grande de los Estados Unidos. 
En 1987, bajo la propiedad de BATUS, la tienda Field's de State Street se sometió a una restauración significativa. En 2004, mientras Field's todavía era propiedad de Dayton Hudson/Target, se inició otra extensa restauración de la histórica tienda de State Street, que costó 115 millones de dólares. La última renovación se completó después de la adquisición por parte de May. La renovación de 2004 incluyó la instalación de nuevas tiendas de nivel inferior, la eliminación de rejillas de acero de las porciones superiores de los tragaluces históricos de la tienda y la adición de un atrio de once pisos en lo que había sido un callejón, con un gran atrio con iluminación natural en el centro de la tienda. 
En 2004, Field's también introdujo mejoras significativas en las mercancías vendidas, con la introducción de proveedores de lujo, con el 10% de la superficie arrendada a vendedores externos de una manera similar a Selfridge en Londres (Selfridge's fue fundada por el exejecutivo de Field Harry Selfridge, quien basó su modelo de negocio en el de Marshall Field; asimismo, el edificio de Selfridge en Londres se basó en la arquitectura de la tienda de Marshall Field).

## Principios, eventos notables, liderazgo comunitario

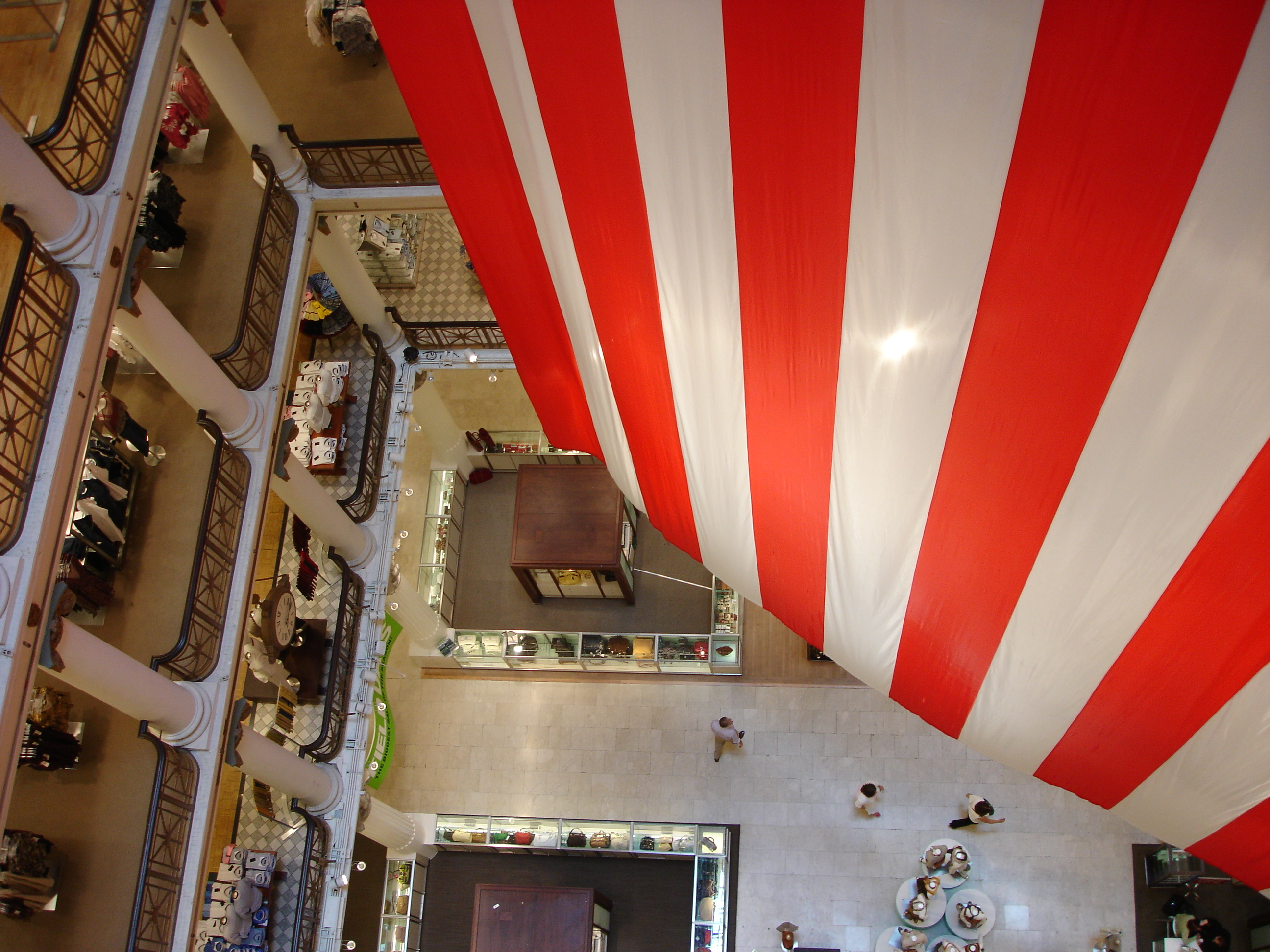
Vista hacia abajo del atrio de Marshall Field's

Entre los "principios" de Marshall Field's estaba el concepto de ser el salón de té de los grandes almacenes. En el siglo XIX, las mujeres que iban de compras al centro regresaban a casa para almorzar, porque hacerlo en un restaurante del centro no acompañada por un caballero, no se consideraba digno de una dama. Pero después de que una empleada de Marshall Field compartiera su almuerzo (un pastel de pollo) con una clienta cansada, Field tuvo la idea de abrir un salón de té en su gran almacén para que las mujeres no sintieran la necesidad de hacer dos viajes para completar sus compras. Hasta el día de hoy, Walnut Room sirve el tradicional pastel de pollo de la señora Herring. 
Marshall Field's tuvo la primera oficina de compras europea, ubicada en Mánchester, Inglaterra, y el primer departamento para novias. La compañía fue la primera en introducir el concepto de la atención personalizada al comprador, y ese servicio se brindó sin cargo en todas las tiendas de Field, hasta los últimos días de la cadena bajo el nombre de Marshall Field. Fue la primera tienda en ofrecer crédito rotativo y la primera tienda por departamentos en usar escaleras mecánicas. El departamento de libros de Marshall Field en la tienda de State Street era legendario; fue pionero en el concepto de la "firma de libros". Además, cada año en Navidad, los escaparates del centro de Marshall Field se llenaban de figuras animadas como parte de la decoración del distrito comercial del centro; los escaparates "temáticos" se hicieron famosos por su ingenio y belleza, y visitar los escaparates del Marshall Field en Navidad se convirtió en una tradición tanto para los habitantes de Chicago como para los visitantes, una práctica local tan popular como visitar el Walnut Room con su árbol de Navidad, o utilizar como punto de reunión igualmente popular el espacio "debajo del reloj" en State Street. 
Marshall Field era famoso por su eslogan "Dale a la dama lo que quiere". También fue famoso por su integridad, carácter, filantropía y liderazgo comunitario. Después de su muerte, la compañía se mantuvo hasta el final como un importante contribuyente filantrópico para su comunidad del área de Chicago.
Field, la tienda que creó y su sucesor John G. Shedd, contribuyeron a hacer de Chicago un lugar importante en el mundo en los negocios, del arte, de la cultura y de la educación. El Instituto de Arte de Chicago, el Museo de Historia Natural Field (rebautizado así en 1905 por su primer gran benefactor), el Museo de Ciencia e Industria, el Acuario Johnny G. Shedd y la Universidad de Chicago han recibido fondos gracias a la filantropía de Marshall Field. También fue uno de los principales patrocinadores de la Exposición Mundial Colombina de 1893, celebrada en Chicago.
- Goddard, Leslie (2011). Remembering Marshall Fields. Arcadia Publishing. ISBN 978-0-7385-8368-6.
- Kimbrough, Emily (1952). Through Charley's Door: An Account of the Author's Experiences in the Advertising Department of Marshall Field and Company in Chicago. New York: Harper. ISBN 978-9997500496.
- Soucek, Gayle (2010). Marshall Field's: The Store That Helped Build Chicago. History Press. ISBN 978-1-59629-854-5.
- Madsen, Axel (2002). The Marshall Fields: The Evolution of an American Business Dynasty. Wiley. ISBN 978-0-471-02493-4.
- Wendt, Lloyd; Kogan, Herman (1952). Give the Lady What She Wants: The Story of Marshall Field & Company. Chicago: Rand, McNally.
- Rosen, Renee (2014). What the Lady Wants: A Novel of Marshall Field and the Gilded Age. Penguin Publishing Group. ISBN 9780451466716.